# Drożdżówka (województwo mazowieckie)
Drożdżówka – wieś sołecka w Polsce położona w województwie mazowieckim, w powiecie mińskim, w gminie Siennica. Leży przy drodze wojewódzkiej nr 802. Dawna nazwa miejscowości Drozdówka. Przez miejscowość przepływa struga Piaseczna.
| SIMC    | Nazwa   | Rodzaj    |
| ------- | ------- | --------- |
| 1055546 | Czapków | część wsi |

Wieś szlachecka Drozdówka położona była w drugiej połowie XVI wieku w powiecie garwolińskim  ziemi czerskiej województwa mazowieckiego. W latach 1975–1998 miejscowość administracyjnie należała do województwa siedleckiego.
Wierni kościoła rzymskokatolickiego należą do parafii św. Stanisława Biskupa Męczennika w Siennicy.